# Michal Štantejský
Michal Štantejský (* 23. ledna 1984) je český skialpinista z týmu SAC Špindlerův Mlýn, několikanásobný mistr České republiky ve skialpinismu.

## Výkony a ocenění

### Závodní výsledky
- 2005: 9. Mistrovství Evropy ve skialpinismu, štafeta (Miroslav Duch, Michal Němec a Marcel Svoboda)
- 2009: 10. Mistrovství Evropy ve skialpinismu, štafeta (Miroslav Duch, Jan Hepnar a Josef Hepnar)

| Mistrovství České republiky ve skialpinismu | Mistrovství České republiky ve skialpinismu | Mistrovství České republiky ve skialpinismu | Mistrovství České republiky ve skialpinismu | Mistrovství České republiky ve skialpinismu | Mistrovství České republiky ve skialpinismu | Mistrovství České republiky ve skialpinismu |
| Rok                                         | 2008                                        | 2009                                        | 2010                                        | 2012                                        | 2015                                        | 2017                                        |
| ------------------------------------------- | ------------------------------------------- | ------------------------------------------- | ------------------------------------------- | ------------------------------------------- | ------------------------------------------- | ------------------------------------------- |
| muži                                        | 1                                           | 1                                           | 1                                           | 1                                           | 1                                           | 5                                           |